# Bitwa nad Ptyczą

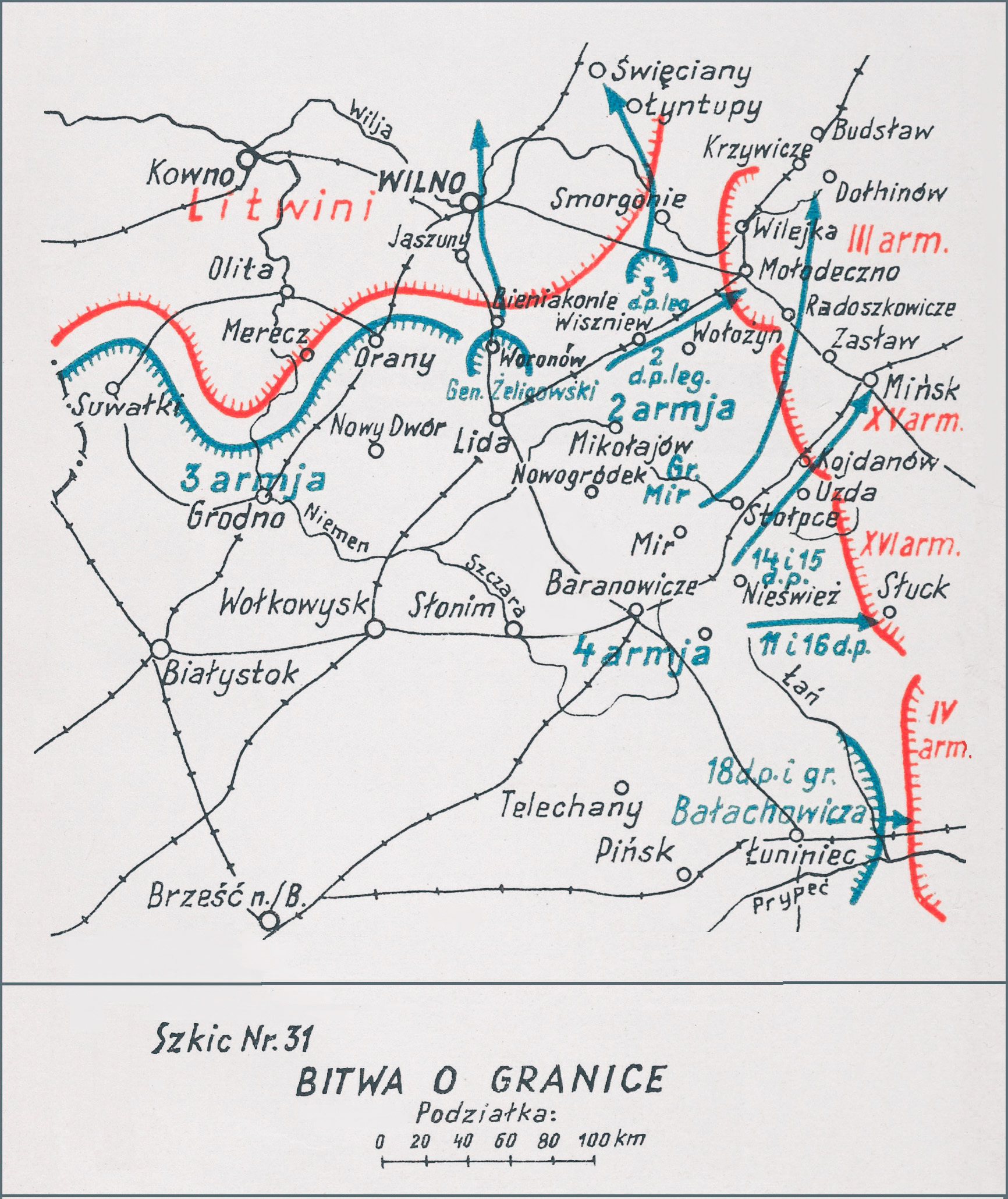
Adam Przybylski
Wojna polska 1918–1921

Bitwa nad Ptyczą – walki polskiej 14 Wielkopolskiej Dywizji Piechoty gen. Daniela Konarzewskiego z oddziałami Armii Czerwonej w czasie ofensywy jesiennej 1920 wojsk polskich w okresie wojny polsko-bolszewickiej.

## Sytuacja ogólna
Po wielkiej bitwie nad Wisłą, Naczelne Dowództwo Wojska Polskiego zreorganizowało struktury wojskowe; zlikwidowało między innymi dowództwa frontów i rozformowało 1. i 5. Armię. Na froncie przeciwsowieckim rozwinięte zostały 2., 3., 4. i 6. Armia.
10 września, na odprawie w Brześciu ścisłych dowództw 2. i 4 Armii, marsz. Józef Piłsudski nakreślił zarys planu nowej bitwy z wojskami Frontu Zachodniego Michaiła Tuchaczewskiego. Rozpoczęły się prace sztabowe nad planem bitwy niemeńskiej.
Toczona w dniach 20–28 września operacja zakończyła się dużym sukcesem militarnym Wojska Polskiego.
Jeszcze w nocy z 25 na 26 września sztab Naczelnego Wodza przygotował dokumenty do kolejnej fazy operacji. Jej celem było wykonanie manewru okrążającego i ostateczne pobicie wojsk sowieckiego Frontu Zachodniego
W zasadzie rozegrany w dniach 28–29 września bój pod Lidą był zakończeniem kolejnego etapu walk. Bezpośrednio po nim polskie dywizje przystąpiły do pościgu za pobitym nieprzyjacielem. Pościg ten objął rozległy front od Niemna na północy, aż po Prypeć na południu.
Z 2 Armii gen. Edwarda Śmigłego-Rydza wydzielono grupę pościgową „Mir” pod dowództwem pułkownika Stefana Dęba-Biernackiego w składzie: 1 Dywizja Piechoty Legionów oraz 2. i 4 Brygada Jazdy, która przekroczywszy Niemen na południowy wschód od Lidy, parła przez Nowogródek ku linii kolejowej Baranowicze – Mińsk, starając się zepchnąć sowiecką 15 Armię Augusta Korka i resztki 3 Armii Władimira Łazariewicza z drogi odwrotu na Mińsk.
Polska 4 Armia gen. Leonarda Skierskiego parła czołowo i spychała 15 Armię na Mińsk i 16 Armię Nikołaja Sołłohuba na Słuck.
Grupa generała Franciszka Krajowskiego w składzie 18 Dywizja Piechoty i grupa Bałachowicza szła od Pińska przez Łuniniec ku rzece Łań, odrzucając stojące przed nią oddziały sowieckiej 4 Armii Aleksandra Szuwajewa.
Osiągnięta w pościgu 9 października przez polską 4 Armię linia frontu biegła wzdłuż rzeki Łań (grupa gen. Krajowskiego), przez Kleck i Nieśwież (11. i 16 Dywizja Piechoty) do Niemna pod Stołpcami (14. i 15 Dywizja Piechoty).
Wobec mającego nastąpić wkrótce rozejmu, wojska polskie dążyły do zajęcia korzystnej linii frontu.
11 października 58 pułk piechoty mjr. Pawła Chroboka zdobył Kojdanów.
Właśnie w tym rejonie zaczęła koncentrować się cała 14 Wielkopolska Dywizja Piechoty, przygotowująca się do bitwy nad Ptyczą.

## Walki nad Ptyczą
Po zwycięskiej bitwie pod Kojdanowem w rejonie tego miasta skoncentrowała się do natarcia na Mińsk cała 14 Dywizja Piechoty gen. Daniela Konarzewskiego.
Dowódca dywizji zdecydował przeprowadzić natarcie dwiema kolumnami:
kolumna główna dowodzona przez ppłk. Gustawa Paszkiewicza w składzie: 55. i 56 pułk piechoty, I batalion 58 pułku piechoty, II dywizjon 14 pułku artylerii polowej i kompania saperów maszerowała drogą Kojdanów – Mińsk,
kolumna boczna pod dowództwem gen. Michała Milewskiego w składzie: 57 pułk piechoty, 15 pułk ułanów, III dywizjon 14 pułku artylerii polowej i kompania saperów maszerowała na Mińsk przez Stańków.
Maszerujący na czele kolumny głównej 56 pułk piechoty kpt. Ludwika Łęgowskiego toczył drobne potyczki z ustępującym przeciwnikiem. Wieczorem pułk próbował opanować przeprawy na Ptyczy. Wydzielony batalion doszedł tyralierą do rzeki nie stwierdzając nigdzie obecności nieprzyjaciela. Zastosowano też rozpoznanie ogniem i ostrzelano wschodni brzeg rzeki seriami karabinów maszynowych. Jako że przeciwnik nie odpowiedział ogniem, 9 i 12 kompania wbiegły na płonący most i próbowały gasić pożar. Wówczas dobrze ukryci czerwonoarmiści skutecznie ostrzelali polskich żołnierzy.
Kompanie wycofały się na zachodni brzeg i prowadziły pojedynek ogniowy z piechotą sowiecką.
Jeszcze przed świtem 15 października zorganizowana została 28 osobowa grupa wypadowa pod dowództwem ppor. Edwarda Kabza. Wykorzystując panujące ciemności i ukształtowanie terenu, mały oddział przeszedł Ptycz w bród i dotarł do lasu nieobsadzonego przez wroga. O świcie na północ i południe od lasu zauważono silnie obsadzone okopy sowieckie
Oddział podzielił się na dwie grupy i jednocześnie uderzył na pozycje nieprzyjaciela, obrzucając okopy granatami. Gwałtowny atak całkowicie zaskoczył Sowietów, którzy nie zorientowali się w siłach polskiego oddziału. Wykorzystał to I batalion; wznowił natarcie od zachodu i zdobył przyczółek na wschodnim brzegu rzeki.
W południe, przez uratowany most i przyczółek, przeszły siły główne kolumny ppłk. Paszkiewicza, a dla obrony przeprawy pozostawiono dwie kompanie 56 pp.
Tymczasem w rejon mostu wyszedł sowiecki kontratak, wykonany siłami briańskiego pułku strzelców, i polskie kompanie zepchnięte zostały na zachodni brzeg.
Tutaj otrzymały wzmocnienie w postaci kompanii technicznej pułku i artylerzystów 12 dywizjonu artylerii ciężkiej.
Jednocześnie zaalarmowany odgłosami walki kpt. Łęgowski zawrócił trzy kompanie 56 pp. Wspólne natarcie polskich kompanii z zachodu i wschodu zmusiło nieprzyjaciela do odwrotu.

## Bilans walk
Śmiała akcja małego oddziału umożliwiła 56 pułkowi piechoty sforsowanie silnie bronionej Ptyczy i otworzyła 14 Wielkopolskiej Dywizji Piechoty drogę na Mińsk.
Polacy stracili jednego rannego, wzięli do niewoli ponad 100 jeńców, w tym dowódcę pułku, i zdobyli trzy ckm-y.